# Karin Wieland
Karin Wieland, född 1958 i Hohenlohekreis, är en tysk författare. Hon har publicerat flera böcker om Tysklands 1900-talshistoria.